# Boeddhistische Liberaal-Democratische Partij
De Boeddhistische Liberaal-Democratische Partij (Khmer: គណបក្សប្រជាធិបតេយ្យសេរីនិយមព្រះពុទ្ធសាសនា; Frans: Parti libéral démocratique bouddhiste, PLDB) was een politieke partij in Cambodja die in 1992 werd opgericht en na 1998 van het politieke toneel verdween. De partij werd tot 1997 geleid door Son Sann en van 1997 tot 1998 door Ieng Mouly.

## Geschiedenis
De PLDB was de directe opvolger van de in 1979 door Son Sann opgerichte anticommunistische verzetsbeweging Front de libération nationale du peuple khmer (FLNPK) die in samenwerking met de royalistische FUNCINPEC en de Rode Khmer een oorlog uitvochten met de door Vietnam gesteunde regering van de Volksrepubliek Kampuchea (communistisch Cambodja). De FLNPK vormde met genoemde verzetsgroepen de Coalitieregering van Democratisch Kampuchea (Gouvernement de coalition du Kampuchéa démocratique). Son Sann was formeel premier van deze tegenregering en ex-koning Norodom Sihanouk diende als staatshoofd. In oktober 1991 kwam een vredesverdrag tot stand tussen de regering van de Volksrepubliek en de GCKD en er kwam een overgangsregering onder toezicht van de Verenigde Naties. In deze regering zaten zowel vertegenwoordigers van het communistische regime te Phnom Penh als leden van de GCKD (die inmiddels was omgedoopt tot de Nationale Regering van Cambodja). Son Sann maakte deel uit van deze overgangsregering (1992-1993) die in 1992 de weg vrijmaakte voor de vorming van nieuwe politieke partijen. Son Sann ontbond zijn FLNPK en verving haar door de Boeddhistische Liberaal-Democratische Partij (PLDB). In januari 1993 werd de PLDB formeel geregistreerd.
Bij de algemene verkiezingen van 1993, de eerste democratische verkiezingen in decennia, werd de PLDB de derde partij in de Nationale Vergadering met 10 zetels. Er werd een coalitieregering gevormd bestaande uit de Cambodjaanse Volkspartij (de grootste partij in het parlement; de voormalige communisten), FUNCINPEC (de tweede partij; de monarchisten) en de PLDB. De enige minister namens de liberaal-democraten was Ieng Mouly. Hij kreeg het departement van Informatie onder zijn beheer. Son Sann leidde de fractie van de PLDB in het parlement. Spoedig rezen er meningsverschillen tussen Son Sann en Ieng Mouly en in 1997 legde de eerste zijn mandaat als parlementariërs neer. Bij de verkiezingen van 1998 verloor de PLDB onder aanvoering van Ien Mouly al haar zetels in het parlement. Kort daarop verdween de partij van het politieke toneel.

## Zetelverdeling
| Zetelverdeling Nationale Vergadering | Zetelverdeling Nationale Vergadering | Zetelverdeling Nationale Vergadering | Zetelverdeling Nationale Vergadering |
| jaar                                 | %                                    | zetels                               | totaal                               |
| ------------------------------------ | ------------------------------------ | ------------------------------------ | ------------------------------------ |
| 1993                                 | 3,8                                  | 10                                   | 120                                  |
| 1998                                 | 0,9                                  | 0                                    | 122                                  |

## Partijleiders
- Son Sann - 1993-1997
- Ieng Mouly - 1997-1998